# Šiauliai
Šiauliai ([ʃɛʊ̯ˈlʲɛɪ̯ˑ]ⓘ, en samogitiano: Šiaulē) es una ciudad lituana situada al norte del país, en la provincia homónima. Con 100 575 habitantes, es la cuarta ciudad más poblada de Lituania.
Ubicada en la antigua región de Samogitia, la historia del municipio está ligada a la batalla de Saule que se desarrolló cerca de allí en 1236. A lo largo de su historia ha sido reconstruida en diversas ocasiones, y después de la declaración de independencia de 1918 se convirtió en una de las ciudades más habitadas de Lituania, atraídos por la industria. 
Los principales símbolos de Šiauliai son la Catedral de San Pedro y San Pablo y el arquero dorado de la plaza Sundial. La colina de las Cruces se encuentra a trece kilómetros de distancia.

## Etimología
El topónimo «Šiauliai» proviene de la descripción del terreno en el que se produjo la batalla de Saule, apodado terram Sauleorum («Tierra del Sol»). La forma tradicional era Saule, mientras que los samogitianos utilizaban la variante Šiaulē, muy parecida a la palabra šaulys que en lituano significa «arquero» Con la estandarización del idioma lituano, la gramática del topónimo fue adaptada .

## Historia

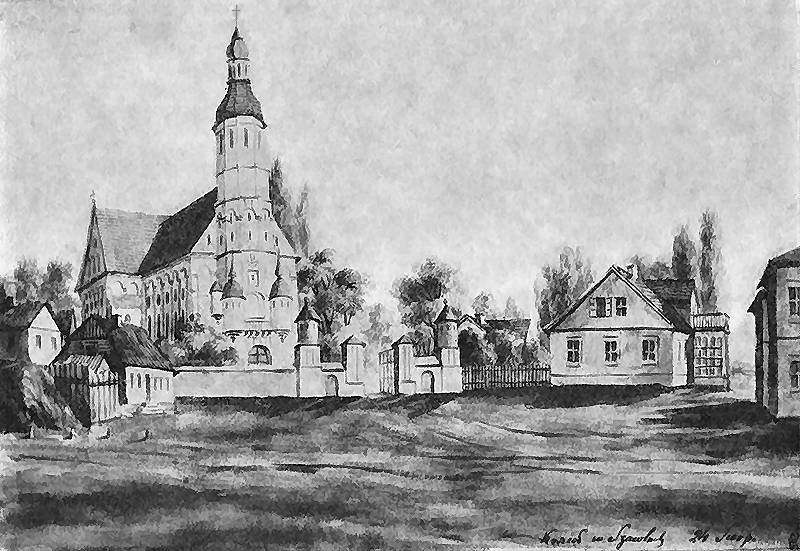
Pintura de la Catedral de San Pedro y San Pablo en el.

Los orígenes de Šiauliai se remontan a la batalla de Saule, mencionada en las crónicas de la orden Livona, donde los Hermanos Livonios de la Espada fueron derrotados por los samogitios paganos en un terreno descrito como terram Sauleorum. Si bien el combate tuvo lugar en una zona cercana, el ayuntamiento establece como fecha de fundación el día del combate, el 22 de septiembre de 1236.
En un primer momento la villa fue un puesto de defensa contra los ataques de los livonos y de la orden Teutónica. Después de la batalla de Grunwald (1410), saldada con un triunfo de las fuerzas polaco-lituanas, Šiauliai pudo desarrollarse como asentamiento agrícola. Durante el siglo XVI la ciudad obtuvo incluso el derecho de Magdeburgo, pero al poco tiempo cayó devastada por la guerra sueco-polaca y una epidemia de peste bubónica.
El renacer de Šiauliai llegó de la mano de Antoni Tyzenhaus, tesorero de la República de las Dos Naciones, quien estableció allí varias granjas operadas por siervos y luego reconstruyó los barrios con base en un plan hipodámico. Las mejoras sirvieron para que el rey Estanislao II les concediese de nuevo derechos de ciudad. Con la desaparición de la república y la anexión lituana al Imperio ruso, Šiauliai se desarrolló como un importante enclave cultural e industrial para el pueblo lituano, además de ser un lugar de paso para rutas comerciales hacia Riga, Liepāja y Tilsit.
La Primera Guerra Mundial conllevó la práctica destrucción de la ciudad por parte de las tropas rusas, pero Šiauliai fue reconstruida y asumió un rol importante tras la declaración de independencia lituana en 1918. En la década de 1920 fue la tercera ciudad más habitada, por detrás de Kaunas y la recién anexionada Klaipėda, y consolidó su posición industrial. En aquella época la gran mayoría de los habitantes eran de origen lituano, y había un importante porcentaje de judíos lituanos (Litvaks).
Durante la Segunda Guerra Mundial, Šiauliai fue ocupada por los soviéticos en 1940 y por el ejército nazi un año después, que llevó a cabo un holocausto contra la población judía del que apenas quedaron supervivientes. En 1944 los soviéticos reconquistaron la plaza, anexionada en la RSS de Lituania hasta 1990. En todo ese tiempo la población se triplicó gracias a los nuevos microdistritos. Además, en 1955 los soviéticos construyeron allí una base aérea militar.
Lituania recuperó su independencia en 1991 y desde entonces Šiauliai ha sido la cuarta ciudad más poblada del país. Desde 2004 su aeródromo —controlado por la Fuerza Aérea Militar Lituana— es la base aérea de la Policía Aérea del Báltico, la misión de defensa aérea de la OTAN para proteger a las tres naciones bálticas.

## Geografía

### Ubicación
Šiauliai está ubicada en el norte de Lituania, con un área total de 81.13 km² y a 151 metros sobre el nivel del mar. Su terreno está limitado por numerosos lagos y corrientes fluviales, siendo el más importante el lago Rėkyvos al sur. Dentro del condado se encuentra la desembocadura del río Venta en Kuršėnai, a 25 km de distancia de la ciudad.
Los municipios más cercanos por importancia son Riga (128 km), Kaunas (142 km), Kláipeda (165 km), Vilna (214 km) y Kaliningrado (250 km).

### Clima
Al igual que la mayor parte de Lituania, Šiauliai tiene un clima continental húmedo con veranos moderados e inviernos fríos. El nivel anual de precipitaciones es alto y relativamente estable a lo largo del año; la media anual es de 621 mm.
| Parámetros climáticos promedio de Šiauliai (1981-2010) | Parámetros climáticos promedio de Šiauliai (1981-2010) | Parámetros climáticos promedio de Šiauliai (1981-2010) | Parámetros climáticos promedio de Šiauliai (1981-2010) | Parámetros climáticos promedio de Šiauliai (1981-2010) | Parámetros climáticos promedio de Šiauliai (1981-2010) | Parámetros climáticos promedio de Šiauliai (1981-2010) | Parámetros climáticos promedio de Šiauliai (1981-2010) | Parámetros climáticos promedio de Šiauliai (1981-2010) | Parámetros climáticos promedio de Šiauliai (1981-2010) | Parámetros climáticos promedio de Šiauliai (1981-2010) | Parámetros climáticos promedio de Šiauliai (1981-2010) | Parámetros climáticos promedio de Šiauliai (1981-2010) | Parámetros climáticos promedio de Šiauliai (1981-2010) |
| Mes                                                    | Ene.                                                   | Feb.                                                   | Mar.                                                   | Abr.                                                   | May.                                                   | Jun.                                                   | Jul.                                                   | Ago.                                                   | Sep.                                                   | Oct.                                                   | Nov.                                                   | Dic.                                                   | Anual                                                  |
| ------------------------------------------------------ | ------------------------------------------------------ | ------------------------------------------------------ | ------------------------------------------------------ | ------------------------------------------------------ | ------------------------------------------------------ | ------------------------------------------------------ | ------------------------------------------------------ | ------------------------------------------------------ | ------------------------------------------------------ | ------------------------------------------------------ | ------------------------------------------------------ | ------------------------------------------------------ | ------------------------------------------------------ |
| Temp. máx. abs. (°C)                                   | 10.5                                                   | 13.3                                                   | 21.0                                                   | 26.6                                                   | 30.4                                                   | 32.1                                                   | 35.0                                                   | 35.7                                                   | 30.1                                                   | 23.3                                                   | 16.9                                                   | 13.4                                                   | 35.7                                                   |
| Temp. máx. media (°C)                                  | -0.7                                                   | -0.4                                                   | 4.0                                                    | 11.6                                                   | 17.9                                                   | 20.5                                                   | 23.1                                                   | 22.3                                                   | 16.6                                                   | 10.6                                                   | 4.0                                                    | 0.3                                                    | 10.9                                                   |
| Temp. media (°C)                                       | -3.0                                                   | -3.3                                                   | 0.5                                                    | 6.8                                                    | 12.5                                                   | 15.5                                                   | 18.1                                                   | 17.4                                                   | 12.5                                                   | 7.4                                                    | 1.9                                                    | -1.9                                                   | 7.1                                                    |
| Temp. mín. media (°C)                                  | -7.9                                                   | -7.7                                                   | -4.2                                                   | 1.2                                                    | 6.7                                                    | 10.5                                                   | 12.3                                                   | 11.7                                                   | 8.1                                                    | 4.1                                                    | -0.3                                                   | -5.0                                                   | 2.5                                                    |
| Temp. mín. abs. (°C)                                   | -36.0                                                  | -36.4                                                  | -27.0                                                  | -13.2                                                  | -3.5                                                   | 0.1                                                    | 5.2                                                    | 2.1                                                    | -5.7                                                   | -8.5                                                   | -19.3                                                  | -31.1                                                  | -36.4                                                  |
| Precipitación total (mm)                               | 41.7                                                   | 30.7                                                   | 35.9                                                   | 34.5                                                   | 50.6                                                   | 72.5                                                   | 71.7                                                   | 69.4                                                   | 55.2                                                   | 63.1                                                   | 51.3                                                   | 44.6                                                   | 621.2                                                  |
| Horas de sol                                           | 37                                                     | 65                                                     | 125                                                    | 176                                                    | 263                                                    | 277                                                    | 261                                                    | 243                                                    | 166                                                    | 100                                                    | 42                                                     | 29                                                     | 1784                                                   |
| Fuente: NOAA (extremes and sun)                        |                                                        |                                                        |                                                        |                                                        |                                                        |                                                        |                                                        |                                                        |                                                        |                                                        |                                                        |                                                        |                                                        |

## Demografía
Con un total de 100 575 habitantes según la estimación de 2018, Šiauliai es la cuarta ciudad más habitada de Lituania por detrás de Vilna, Kaunas y Klaipeda.
Los datos del censo de 2011 reflejan que más del 93% de la población es de origen lituano y tan solo un 4% es de origen ruso, lo que refleja una mayor homogeneidad que en la capital. El pueblo lituano ha sido mayoritario a partir del siglo XX, pero cabe destacar que durante el siglo XIX hubo una importante comunidad judía hasta el estallido de la Segunda Guerra Mundial, cuando se produjo el holocausto.
| Gráfica de evolución demográfica de Šiauliai entre 1923 y 2011    |
|                                                                   |
| Población de derecho según el Centro de Estadísticas de Lituania. |

## Economía
Históricamente, Šiauliai ha sido un cruce de caminos para las rutas comerciales lituanas con Letonia y Kaliningrado (Rusia). Esto le permitió instalar una boyante industria en el siglo XIX que abasteció primero al Imperio ruso y después a la Lituania independiente. Antes de la Segunda Guerra Mundial producía para el mercado nacional el 85% del cuero, el 75% del lino, el 60% del calzado y el 30% de los dulces, con importantes enclaves como la curtiduría Frenkel (1879-1995). Durante la etapa soviética se levantaron ebanisterías y fábricas de maquinaria y electrónica, y hubo un auge de la construcción para satisfacer la demanda de vivienda.
A pesar de que el empuje industrial ha descendido en el siglo XXI, se estima que las distintas empresas de Šiauliai producen el 5% del producto interno bruto nacional. El descenso demográfico como consecuencia de la emigración ha hecho que la economía local explore también el sector servicios y el turismo, aprovechando su cercanía con la colina de las Cruces.

## Arquitectura

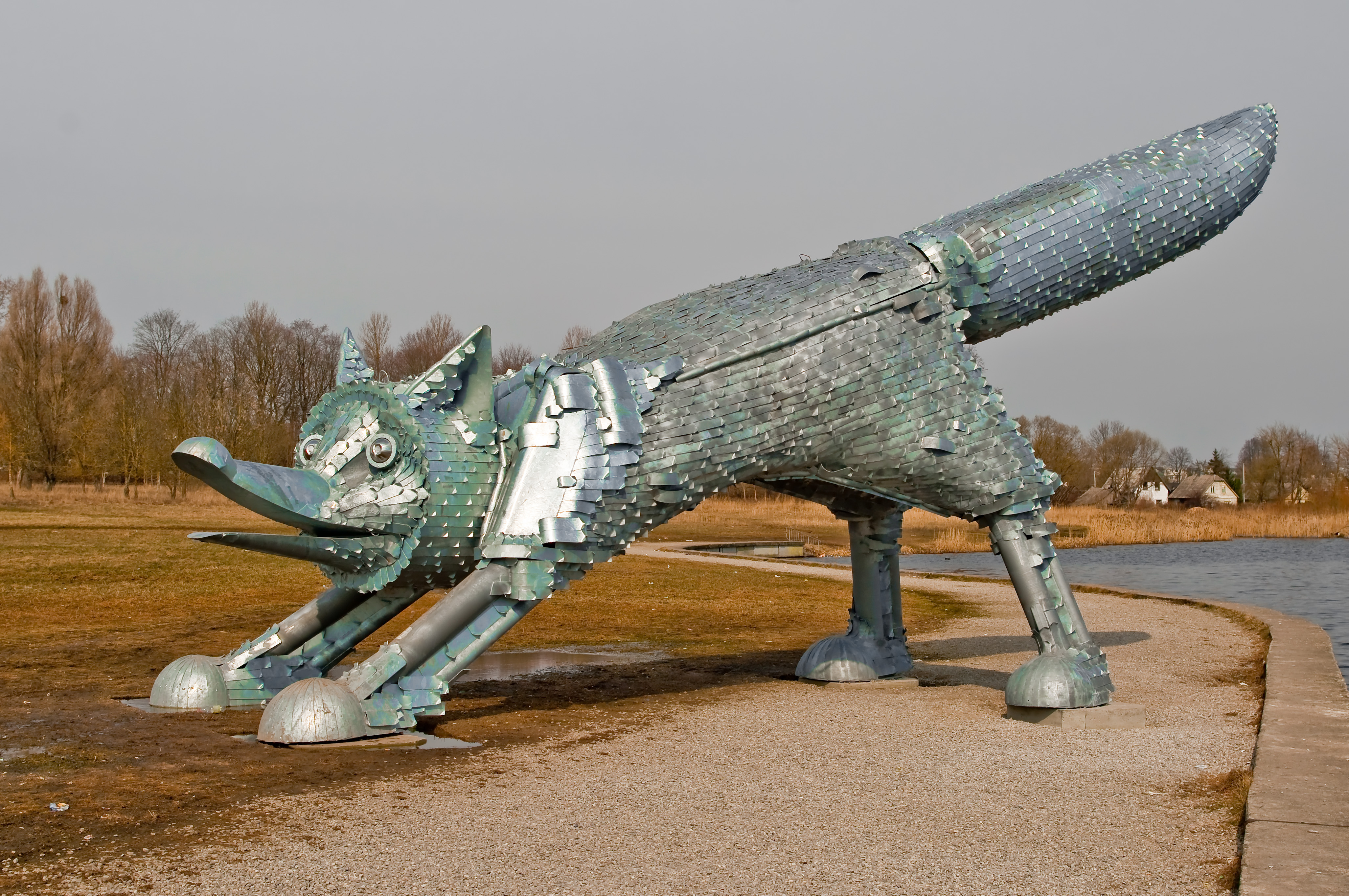
«El zorro de hierro», obra de Vilius Puronas junto al lago Talkša.

Buena parte de las edificaciones de Šiauliai son restauraciones de las construidas entre los siglos XIX y XX, aunque se conservan edificios anteriores a esa época. El principal templo de la ciudad es la Catedral de San Pedro y San Pablo, levantada en el siglo XVII y considerada un ejemplo del estilo renacentista. A cinco minutos de distancia se encuentra la plaza Sundial, inaugurada en 1986 para conmemorar la batalla de Saule; rodeado por un anfiteatro, el centro está ocupado por una columna de 18 metros con un arquero dorado en la parte superior.
Muchos de los edificios históricos de la ciudad han sido transformados en museos municipales. Entre ellos cabe destacar la villa de Chaim Frenkel (1908), el único ejemplo de estilo secesión que se ha conservado en los países bálticos; el museo del chocolate (1913), ubicado en la antigua confitería Rūta; y los molinos en las afueras. En otros casos, se han restaurado para reconvertir su uso; la iglesia de San Jorge es un edificio de estilo neobizantino que se inauguró en 1909 como guarnición del Imperio ruso, pero tras la independencia de 1918 fue donada a la iglesia católica.
De la etapa soviética cabe destacar la inauguración del bulevar peatonal de Šiauliai en 1976, el primero de este tipo construido en la URSS, y los microdistritos. En la intersección entre Vilniaus y Tilžės se encuentra el reloj del gallo, que de 12:00 a 18:00 da la bienvenida a los visitantes en catorce idiomas, entre ellos el español.
El centro de Šiauliai puede recorrerse a pie gracias a su trazado urbano en damero, y en los alrededores hay numerosos parques y lagos.

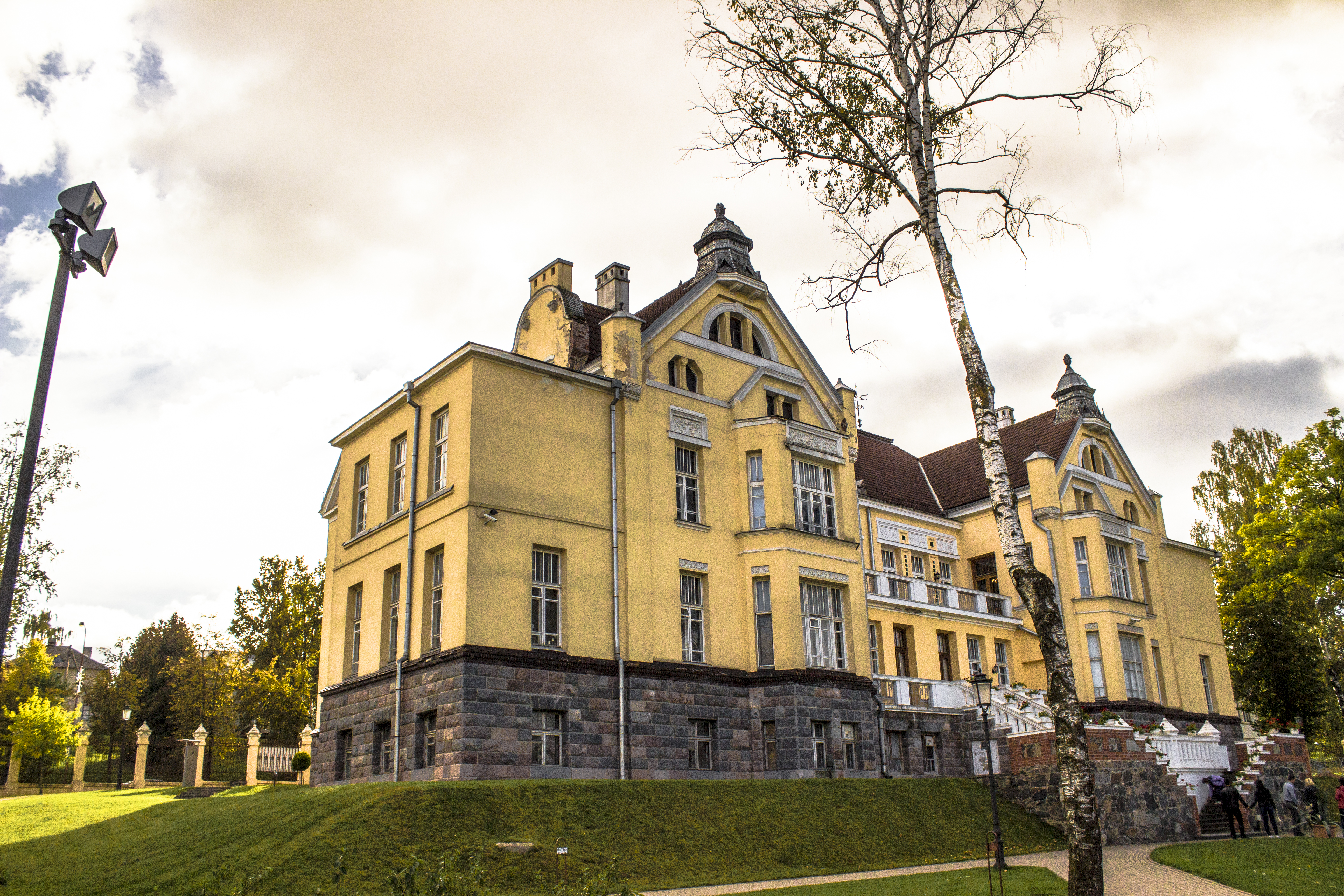
Villa de Frenkel.
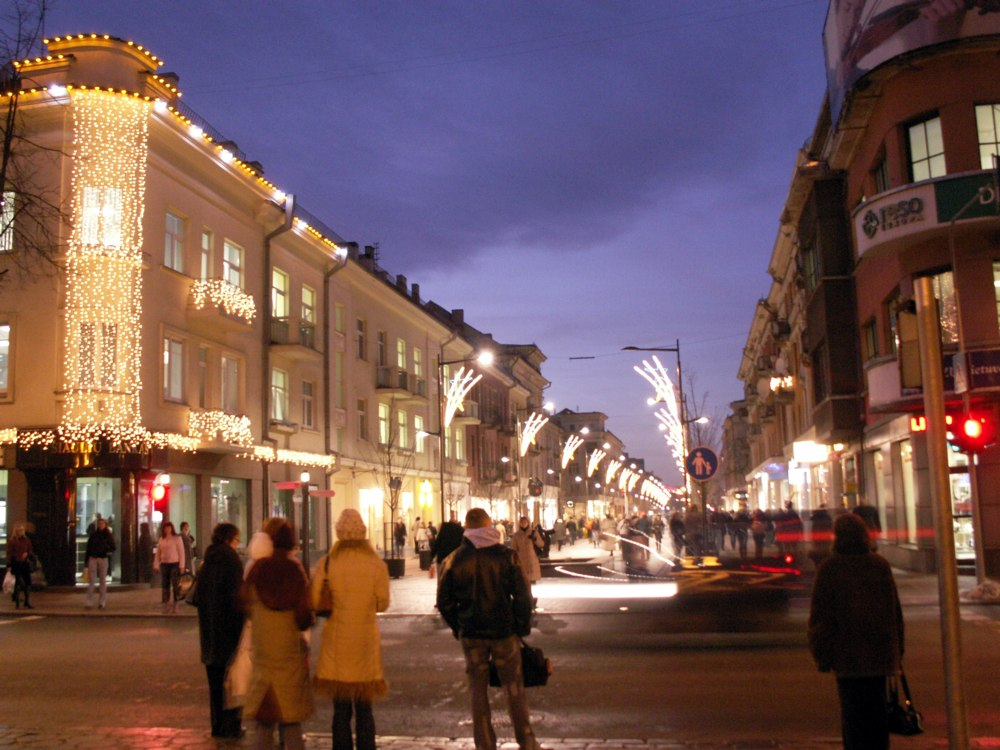
Bulevar de Šiauliai.
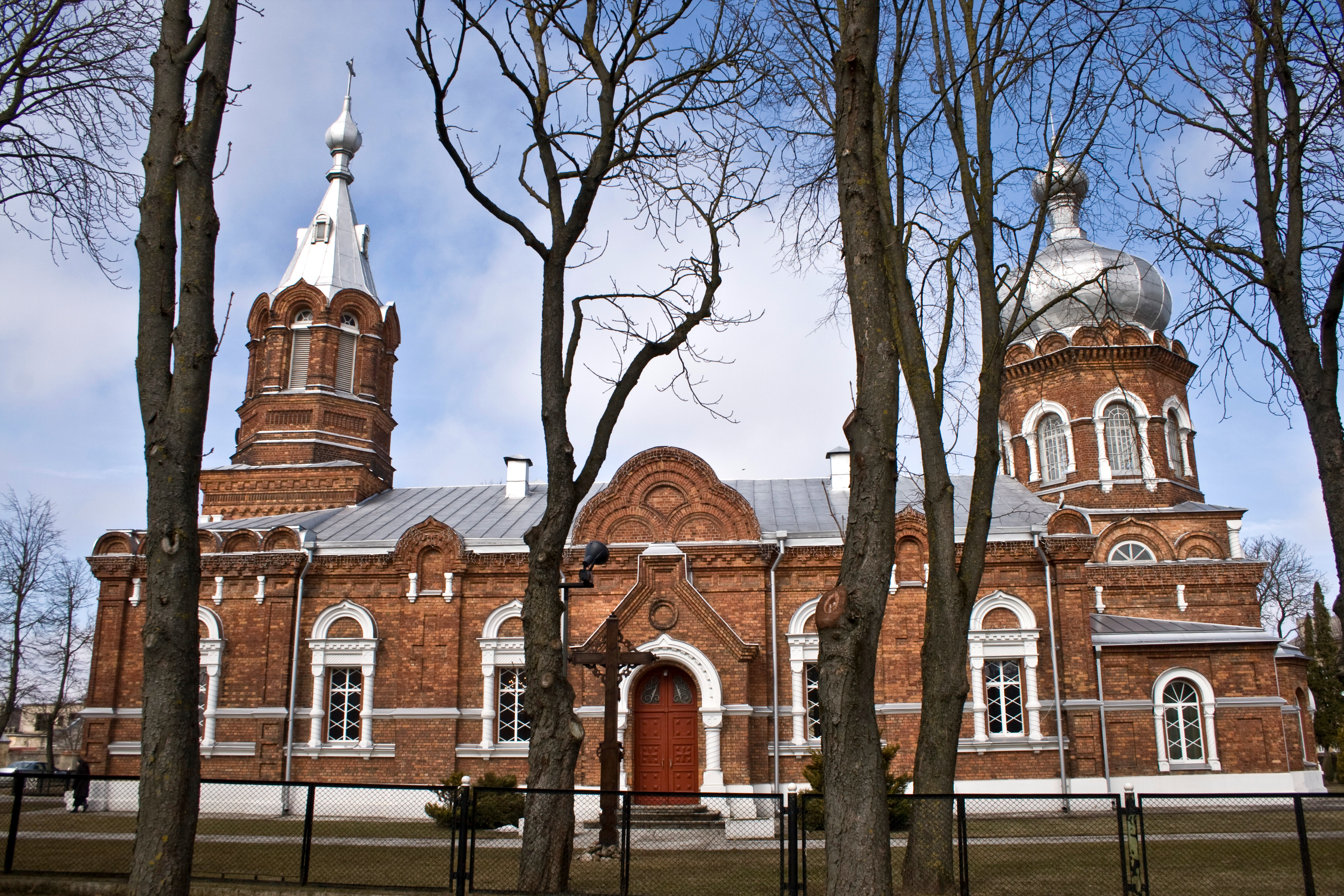
Iglesia de San Jorge.
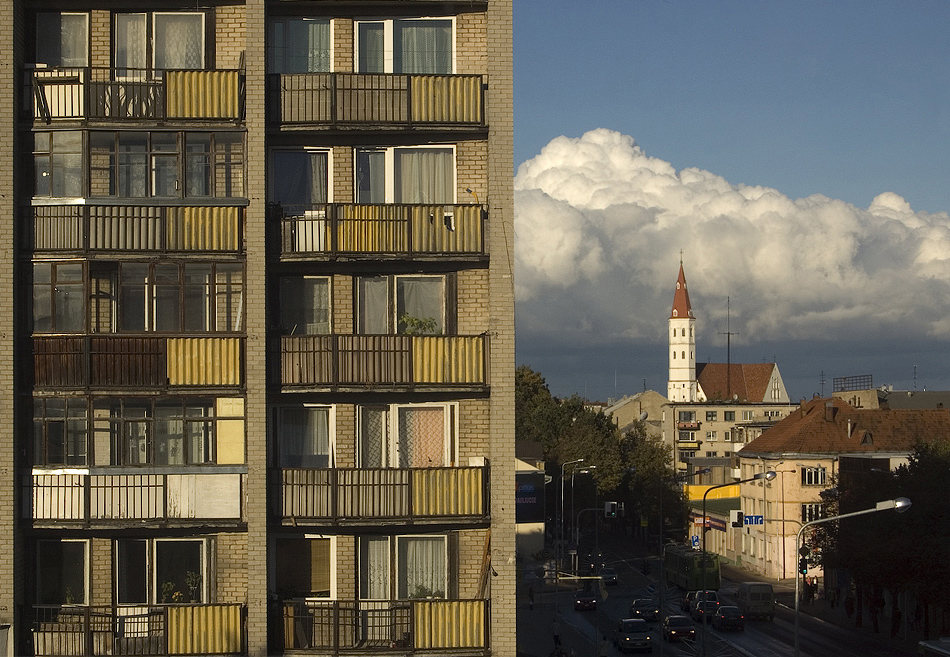
Edificios residenciales con la catedral al fondo.

### Colina de las Cruces

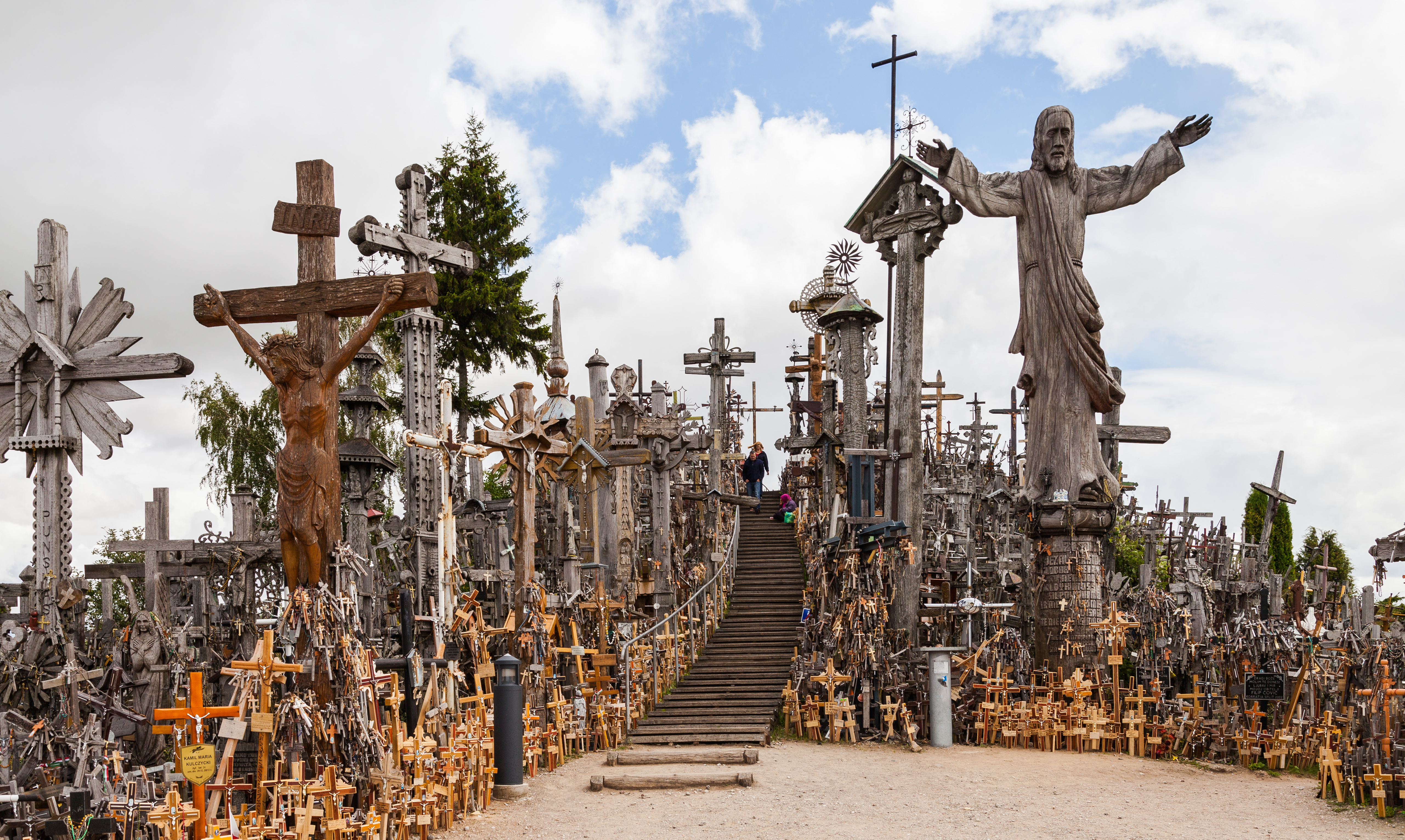
Colina de las Cruces.

A trece kilómetros de Šiauliai se encuentra la colina de las Cruces (Kryziu Kalnas), convertida en un lugar de peregrinación tanto para los lituanos como para los católicos. Después de que el Imperio ruso sofocara la revolución de los cadetes de 1831, algunos ciudadanos lituanos empezaron a levantar cruces católicas en una colina cercana. Posteriormente se convirtió en un símbolo de resistencia a la ocupación soviética, pues la religión estuvo perseguida en ese tiempo, y cuando Lituania recobró la independencia en 1991 el número de cruces, rosarios y estatuas se multiplicó hasta superar las 50 000 piezas. La visita del papa Juan Pablo II en 1993 la consolidó como destino turístico y hoy cuenta con más de 100 000 elementos religiosos.

## Transporte
La movilidad en Šiauliai depende del tráfico rodado. Para llegar hasta allí hay tres autopistas: la A9 en dirección a Panevėžys, donde luego se puede tomar la carretera europea hacia Vilna (E272); la A11 en dirección a Palanga, y la A12 que conecta Riga (Letonia) con Sovetsk (Rusia). Además, la A18 funciona como una carretera de circunvalación. En cuanto al transporte público, la red está formada por 27 autobuses urbanos y nueve minibuses que conectan todos los puntos de la ciudad.
La estación de ferrocarril de Šiauliai, inaugurada en 1871, forma parte de la línea de tren que conecta Klaipeda con Vilna. Para llegar en vuelo comercial, se puede hacer tanto desde Riga —el aeropuerto más cercano— como desde Vilna.
A siete kilómetros al sur de la ciudad se encuentra el aeropuerto de Šiauliai, que tiempo atrás fue una de las mayores bases aéreas soviéticas en el Báltico. Hoy la parte militar se conoce como base aérea de Ðiauliai, mientras que la parte civil solo sirve para aviación privada. Šiauliai es la única base con la que cuenta la Fuerza Aérea Lituana —que no posee aviones de combate— y es utilizada por una misión internacional de la OTAN: la Policía Aérea del Báltico.

## Deportes

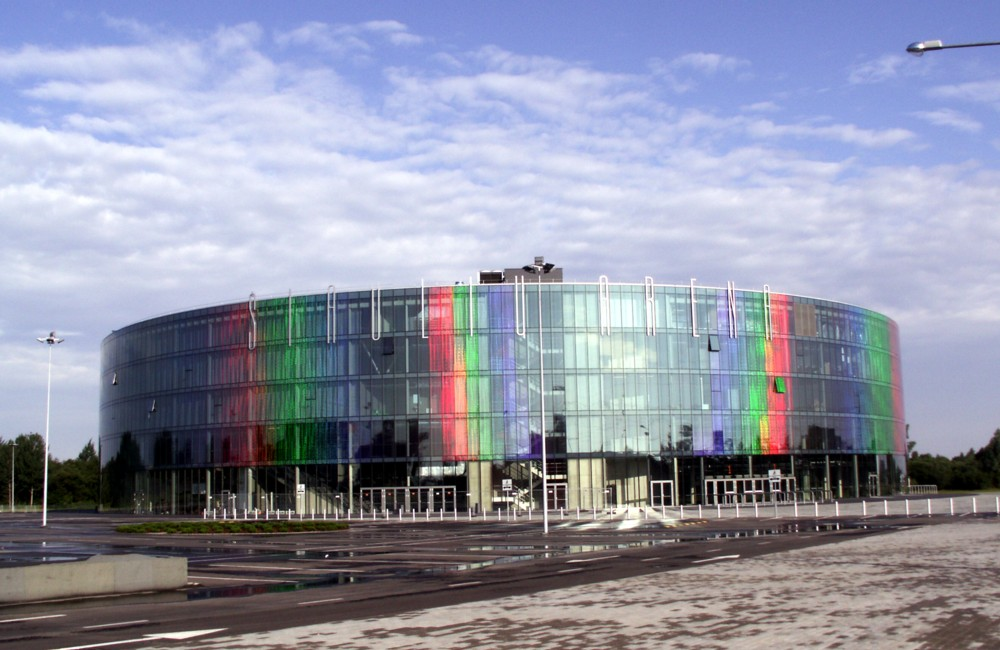
Exterior del Šiauliai Arena.

La entidad deportiva más importante de la ciudad es el KK Šiauliai, que compite en la máxima categoría de la liga profesional de baloncesto. Aunque nunca ha ganado un título, destaca por haber aportado jugadores a la selección nacional como Mindaugas Žukauskas y Donatas Slanina. Desde 2007 disputa sus partidos en el Šiauliai Arena, con aforo para 8000 espectadores y sede del Eurobasket 2011.
Aunque el rugby es minoritario en Lituania, se considera que Šiauliai es la ciudad con más tradición de este deporte.

## Ciudades hermanadas
Šiauliai participa activamente en la iniciativa de hermanamiento de ciudades. La siguiente lista sigue un orden alfabético:
- Baranovichi, Bielorrusia
- Czestochowa, Polonia
- Etten-Leur, Países Bajos
- Fredericia, Dinamarca
- Jelgava, Letonia
- Jmelnitsky, Ucrania
- Kaliningrado, Rusia
- Kristianstad, Suecia
- Omaha, Nebraska, Estados Unidos
- Pärnu, Estonia
- Plauen, Alemania

## Ciudadanos ilustres
- Tadeusz Wolański (1785-1865): arqueólogo.
- André Andrejew (1887-1967): director artístico.
- Veniamin Kagan (1869-1953): matemático ruso, experto en geometría.
- Victor David Brenner (1871-1924): escultor y medallista, autor de la moneda de un centavo de EE. UU.
- Meyer Schapiro (1904-1996): historiador del arte.
- Yosef Shalom Eliashiv (1910-2012): rabino.
- Antanas Sireika (1956): jugador y entrenador de baloncesto.
- Šarūnas Bartas (1964): director de cine.
- Mindaugas Žukauskas (1975): jugador de baloncesto.
- Robertas Javtokas (1980): jugador de baloncesto.
- Olga Jegunova (1984): pianista.